# هری بوون
هری بوون (انگلیسی: Harry Bowen؛ ‏ ۴ اکتبر ۱۸۸۸ – ۵ دسامبر ۱۹۴۱) بازیگر اهل ایالات متحده آمریکا بود.
از فیلم‌ها یا برنامه‌های تلویزیونی که وی در آن نقش داشته‌است، می‌توان به صحبت تمامی شهر، مزرعه رنگین‌کمان، پرواز به ریو، دندانپزشک و کینگ کونگ اشاره کرد.